# 图纳伊·阿恰尔
图纳伊·阿恰尔（土耳其語：Tunay Açar，1989年4月30日—）是一名出生於西德的土耳其足球运动员，是土耳其工人家庭的孩子。通恰伊·阿恰尔司职后卫，效力于蔡尔沙伊姆。 